# Ca Carlons
Ca Carlons és un monument del municipi d'Alcover protegit com a bé cultural d'interès local.

## Descripció
Edifici de planta baixa, pis i golfes. La façana ha experimentat diverses modificacions. A la planta baixa, a l'esquerra s'obre una porta rectangular, formada per grans dovelles de pedra. En la central es troba l'escut, amb la inscripció de l'any 1626. A la dreta hi ha una finestra balconera rectangular. El primer pis presenta balcons d'obertures rectangulars i barana de ferro. A les golfes s'obren tres finestres rectangulars, de proporcions més grans la del centre. L'acabament de la façana és amb una cornisa motllurada. L'obra és de pedra arrebossada.

## Història
La casa Carlons va ser edificada en el segle xvii, època de gran expansió constructiva a Alcover. A la façana es pot veure encara l'anagrama de realització datat l'any 1626. L'escut pot relacionar-se amb el cognom "Montserrat", que consta documentalment a Alcover els anys 1604 i 1682.